# Hellen van der Wal
Helena Anke (Hellen) van der Wal (Leeuwarden, 12 mei 1958) is een Arubaans jurist, kinderrechtenactivist en lid van het College Aruba financieel toezicht (CAft). Van 2004 tot 2018 was zij secretaris van de Raad van Advies van Aruba.

## Levensloop
Hellen van der Wal kwam op jonge leeftijd naar Aruba en groeide op in Oranjestad. Na het Colegio Arubano doorlopen te hebben vertrok zij in 1976 naar Nederland. Zij voltooide de studie journalistiek aan de School voor Journalistiek in Utrecht in 1979 en de studie rechten aan de Universiteit Utrecht in 1990. Aan de Vrije Universiteit Amsterdam promoveerde zij in 2011 op het onderzoek naar de elementen van een verdragconforme benadering van jeugddelinquentie.
Haar carrière startte ze in de communicatiewereld; eerst als hoofd public relations & publiciteit bij de Diabetesvereniging Nederland en in 1983 als redacteur/producer voor de Stichting Teleac. In 1990 keerde ze terug naar Aruba, waar zij verschillende functies binnen het ministerie van Justitie vervulde. In 1995 werd zij aangesteld als hoofd Beleidsstaf van het Korps Politie Aruba en beleidsadviseur van de minister van Justitie.
In 1997 stapte Van der Wal over naar de Raad van Advies, een Arubaans Hoog College van Staat dat de regering en Staten van Aruba adviseert over wetgeving en vraagstukken van constitutionele aard. Na zeven jaar als waarnemend secretaris van de raad te hebben gefungeerd werd zij in 2004 benoemd tot secretaris. Zij verdiepte ze zich in de openbare financiën, onder andere als onderzoeksleider landsbegrotingen en voorbereiding instelling Begrotingskamer Aruba, lid van de studiegroep Openbare Financiën en lid van de commissie Versterking Democratisch Bestel die onder meer tot taak had advisering ten aanzien van nieuwe staatsorganen. In augustus 2018 legde zij haar functie neer teneinde op voordracht van Aruba aan te kunnen treden als lid in het College Aruba financieel toezicht.
Van der Wal heeft zich geruime tijd ingezet voor de rechten van het kind. Zij was mede-oprichter van de Stichting Arubaanse Kinder- en Jeugdtelefoon (Papiaments: Telefon pa Hubentud), die op 20 november 1999 hulplijnen voor jongeren van 8 tot 24 jaar lanceerde naar het model van de Kindertelefoon. Van deze stichting is zij tien jaar voorzitter geweest en daarna secretaris. Van 2007 tot 2011 was zij de Caribische vertegenwoordiger in de "NGO Advisory Council for follow up to the UN Secretary General’s Study on Violence Against Children". In 2006 richtte zij de Stichting Maatschappij & Criminaliteit op, waarvan ze nog voorzitter is. In 2018 trad zij aan als bestuurslid van het Nationaal park Arikok en Dutch Caribbean Nature Alliance (DCNA). Deze functies wisselde zij in 2019 voor lid raad van toezicht van het nationaal park Arikok en bestuursvoorzitter van DCNA.